# CDGVAL

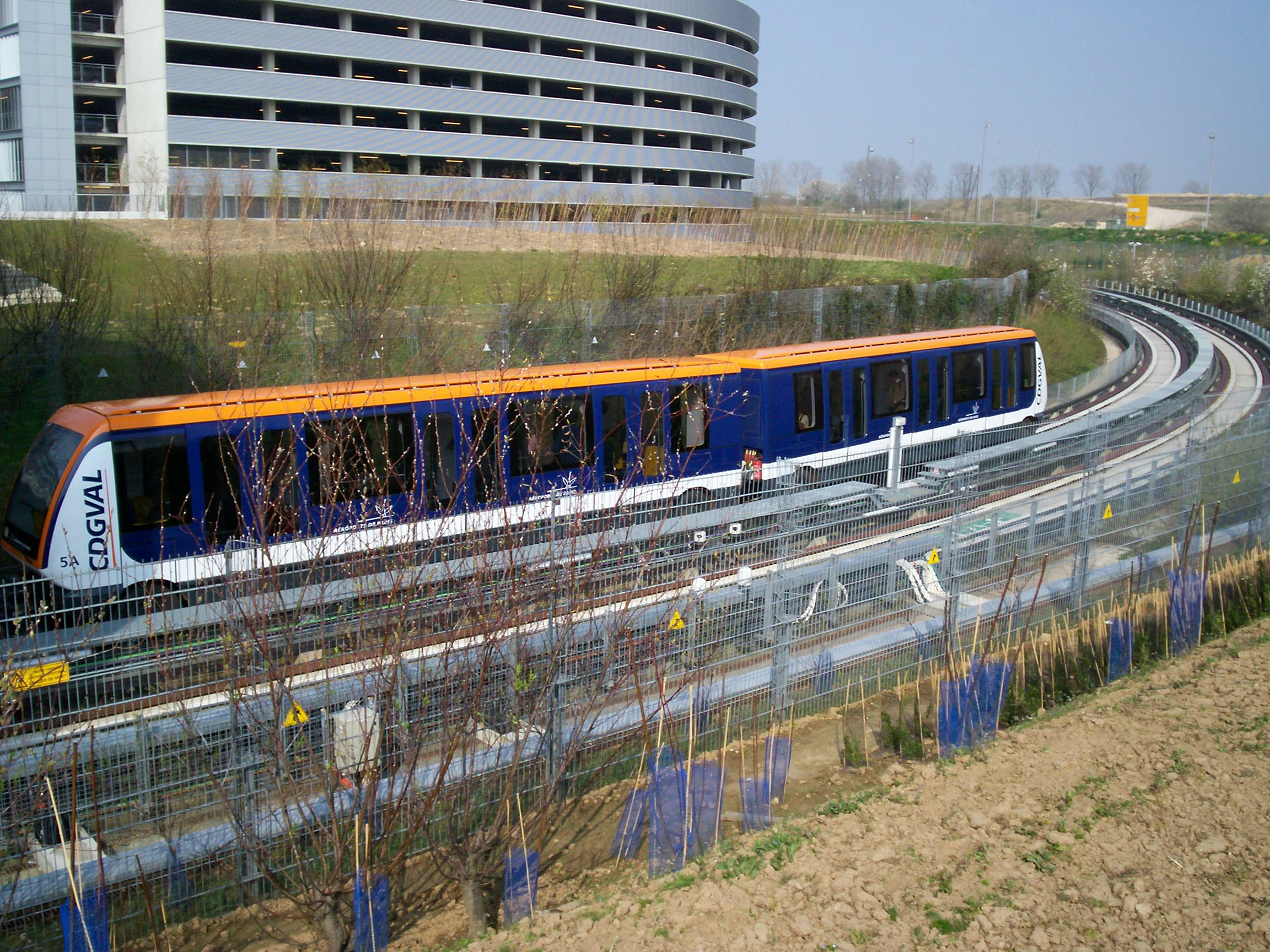
Vlak CDGVAL

CDGVAL je název lehkého metra, které od roku 2007 spojuje terminály na největším pařížském letišti – Letišti Charlese de Gaulla. Slouží k bezplatné přepravě cestujících a zaměstnanců letiště. Dráha se skládá ze dvou samostatných linek.

## Historie
Letiště se rozkládá na ploše 3500 ha a jeho terminály jsou poměrně daleko od sebe. Spojení mezi oběma terminály, nádražím a parkovišti bylo zajišťováno autobusovou kyvadlovou dopravou. Přeprava z jednoho terminálu na druhý během dopravní špičky činila 20 i více minut. Vedení letiště proto uvažovalo o vhodnějším způsobu vnitřní přepravy, který by odpovídal nárůstu letecké dopravy. Původně byl plánován projekt kabinové lanovky, od kterého však bylo upuštěno poté, co provozní testy v roce 1999 neproběhly úspěšně. Plány na CDGVAL se objevily v roce 2000, stavební práce začaly v roce 2003. Otevření bylo původně plánováno na rok 2006, ale zdrželo se o šest měsíců. Celkové náklady činily 145 miliónů €. Během prvního roku provozu bylo přepraveno 10 miliónů pasažérů, v průměru 25 000 denně.

## Technické parametry
Název linky je složeninou zkratek CDG (zkratka pro Letiště Charlese de Gaulla) a VAL, která znamená Véhicule Automatique Léger (automatické lehké vozidlo). Jedná se o automatizovaný vlak bez řidiče, který jezdí na gumových kolech. Tento systém byl vyvinut v roce 1971 a poprvé realizován ve městě Lille. Na pařížském letišti Orly jezdí obdobná dráha Orlyval od roku 1991.
CDGVAL má dvě linky. První byla uvedena do provozu 3. dubna 2007, druhá 27. června téhož roku. Stanice i vlaky jsou zpřístupněny osobám s omezenou schopností pohybu nebo orientace.

## Linka 1

Reálná trasa linky

Linka 1 začala 19. března 2007 jezdit ve zkušebním provozu a pro veřejnost byla otevřena 4. dubna téhož roku. Dráha je 3,5 km dlouhá a má pět zastávek:
- Terminal 1
- Parc PR (parkoviště)
- Terminal 3 Roissypole (přestup na linku RER B)
- Parc PX (pakroviště)
- Terminal 2 Gare (přestup na RER B a na vlaky TGV)

Dráha je v provozu nepřetržitě po celý den. Jednotlivé spoje jezdí v intervalu 3 minuty 43 s. V nočních hodinách (1:30-4:30) je časový interval mezi dvěma vlaky 20 minut. Maximální doba jízdy mezi konečnými stanicemi je osm minut. Průměrná cestovní rychlost je 25 km/h, maximální rychlost činí 70 km/h.

Plánek linky 1

## Linka 2
Druhá linka se nazývá LISA neboli Liaison Interne Satellite Aérogare (Vnitřní spojení terminálu Satellite) a do provozu byl uvedena 27. června 2007. Měří pouze 650 metrů a má dvě stanice. Spojuje terminál 2E s nově otevřeným terminálem Satellite S3. Doba jízdy je 45 sekund. Vlaky jezdí ve dvouminutovém intervalu a mohou za hodinu převézt v každém směru 4500 cestujících.